# Lucania
Le Lucania est un paquebot britannique de la Cunard Line. Mis en service en 1893, il conquiert le Ruban bleu l'année suivante et le conserve jusqu'en 1898, année où son record est battu par le Kaiser Wilhelm der Grosse. Il est également, lors de sa mise en service, le plus gros navire de son temps, bien qu'il n'égale pas les dimensions du Great Eastern de 1860.
En 1909, alors qu'il se trouve en cale sèche à Liverpool, le navire s'embrase, et est démantelé peu après.